# جيم فرينش
جيم فرينش (بالإنجليزية: Jim French)‏ (27 نوفمبر 1926 في المملكة المتحدة - 1 فبراير 2004 بستوكبورت في المملكة المتحدة) هو لاعب كرة قدم بريطاني (وحمل سابقاً جنسية المملكة المتحدة لبريطانيا العظمى وأيرلندا) في مركز مهاجم داخلي. لعب مع نادي ميدلزبره ونادي نورثامبتون تاون ودارلينجتون إف سى.